# Navegação astronómica (nos séculos XV e XVI)
A navegação astronómica é um método de navegação baseado na observação dos astros. Para isso, recorre a instrumentos como o astrolábio, a balestilha e o quadrante. Desenvolveu-se nos séculos XV e XVI, no quadro da expansão marítima portuguesa, a partir de rudimentos de astronomia que sobreviviam desde a Idade Média. A sua prática implicou o aprofundamento, através da experiência, de saberes transmitidos por comunidades islâmicas e judaicas que foram sistematizados nos “Libros del Saber Astronomico” castelhanos, compostos durante o reinado de Afonso X.

## O saber náutico na expansão portuguesa
Embora, no senso comum, diga-se que os navegadores portugueses aprenderam o ofício em uma Escola de Sagres, nos séculos XV e XVI, tal instituição jamais existiu. A exploração do Oceano Atlântico e, mais tarde, do Índico, exigiu o desenvolvimento e a transmissão de conhecimentos sobre a arte de navegar, mas esse processo de ensino-aprendizagem não ocorreu em contexto académico.
Ainda que alguns teóricos se dedicassem ao estudo da astronomia, da cosmografia e da matemática, não há evidências de ter existido qualquer canal de comunicação entre esses cientistas e os homens do mar. É exemplo disso o caso de Pedro Nunes, cosmógrafo-mor do reino que foi autor de “De Crepusculis” (1542) e de “Petri Nonii Salaciensis Opera” (1566), dois trabalhos importantes para a literatura náutica. Seria preciso esperar pelo século XVII para encontrar um cosmógrafo-mor, Manuel de Meneses, que tenha efetivamente navegado. 
A aquisição de conhecimento pelos náuticos acontecia, sobretudo, através da experiência em contexto marítimo. A “sabedoria do mar” era transmitida geracionalmente à margem de cenários académicos. Foi assim que diversos portugueses contribuíram para a sistematização de dados para as tabelas de cálculo da latitude e para a invenção ou desenvolvimento de instrumentos como o astrolábio, a balestilha e o quadrante. 

## Os instrumentos de navegação

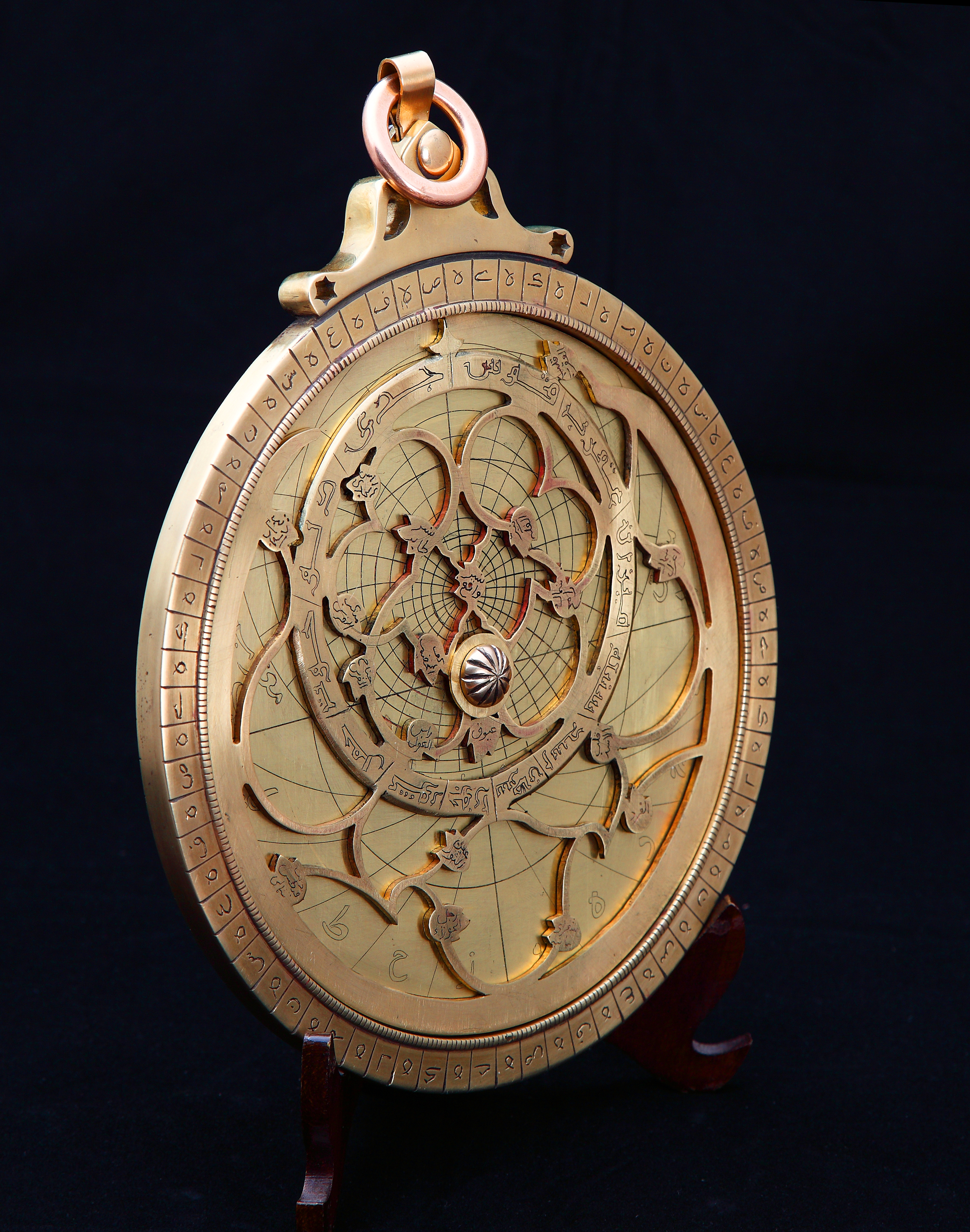
Astrolábio persa

A determinação da posição dos navios era feita através da medição da distância face aos astros (sobretudo o Sol e a Estrela Polar) e do confronto dos valores obtidos com os dados sistematizados em tabelas de navegação. Essas medições eram efetuadas com recurso instrumentos que haviam sido inventados para outros fins e adaptados às necessidades das viagens marítimas.  
Astrolábio – O astrolábio náutico foi criado a partir do astrolábio planisférico, mas adaptado para a navegação. Inicialmente era feito de madeira ou metal, mas passou a ser de bronze, o que o tornou mais resistente e pesado, ideal para uso a bordo. Para evitar problemas com o vento, o seu corpo foi aberto, mantendo apenas duas barras cruzadas. No centro, havia duas pínulas com pequenos furos para alinhar a luz do Sol. Este instrumento foi usado pelos navegadores portugueses desde o século XV.

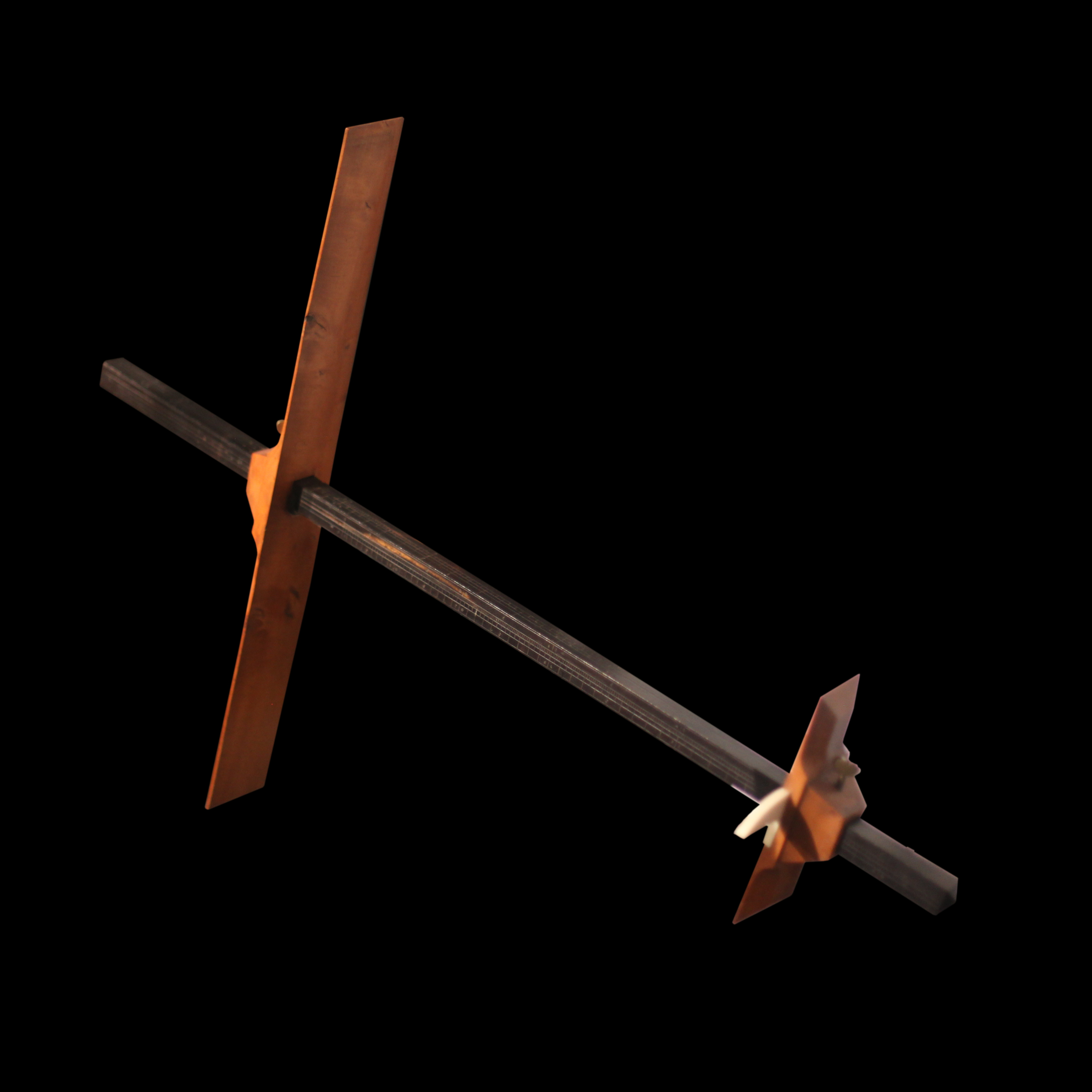
Balestilha

Balestilha – A balestilha foi descrita pela primeira vez no século XVI, no Livro de Marinharia (c. 1514) de João de Lisboa. Tal como o astrolábio, servia para medir a altura de astros e calcular a posição no mar. Feita de madeira, tinha uma vara quadrada com cerca de 80 centímetros, chamada virote, e uma peça deslizante chamada soalha. Para observar as estrelas, o navegador olhava pelo orifício do virote, alinhando a estrela e o horizonte. Para medir o Sol, fazia-se de costas, usando a sombra do virote. Inspirada no kamal árabe, a balestilha foi o primeiro instrumento a usar o horizonte como referência.

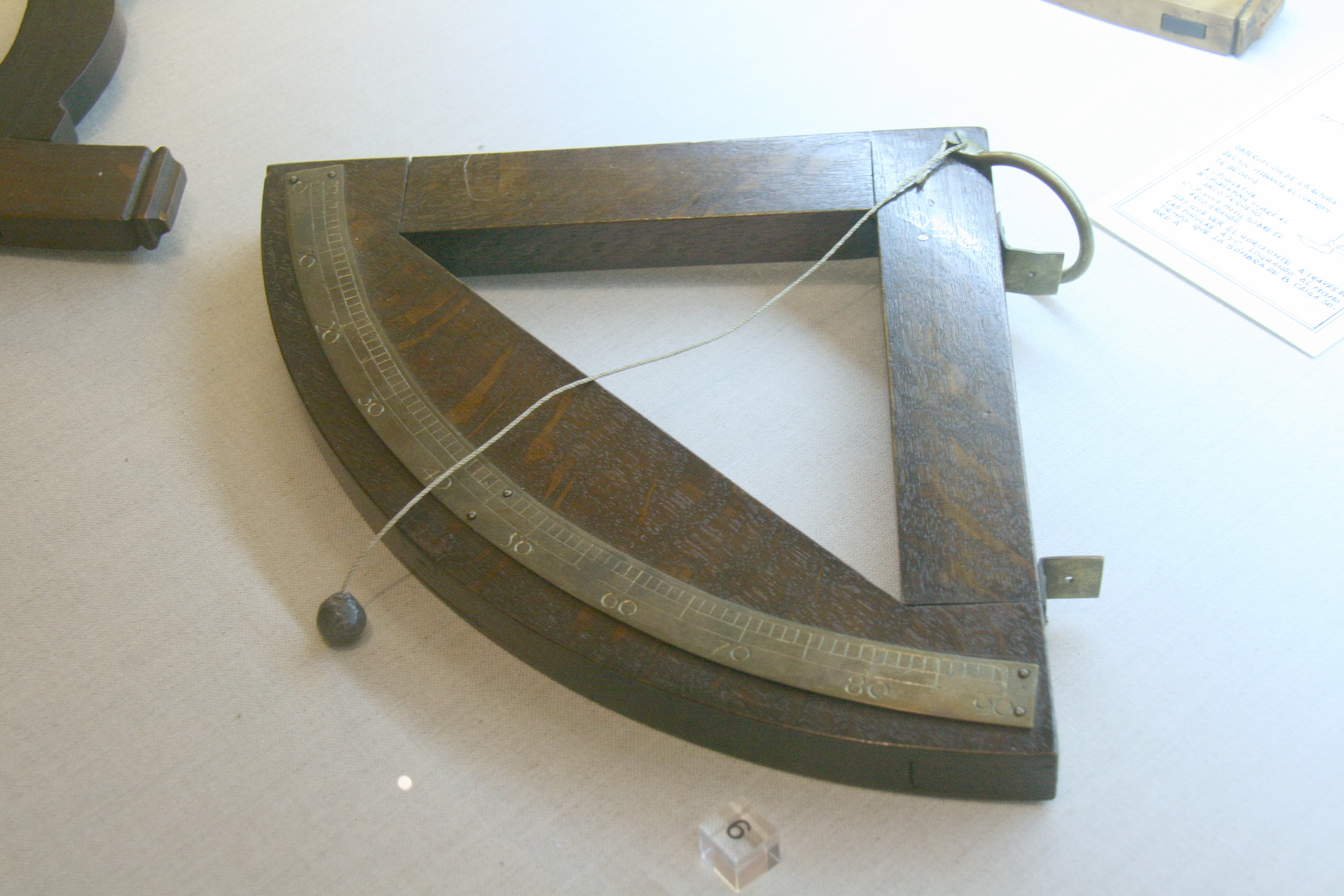
Quadrante

Quadrante – O quadrante era um instrumento simples usado para medir a altura dos astros. Foi um dos primeiros instrumentos de navegação astronómica usados pelos portugueses, como testemunha um registo do navegador Diogo Gomes relativo a 1462. Feito de madeira, tinha a forma de um quarto de círculo, com pínulas (peças com orifícios) numa das arestas retas e um fio-de-prumo preso no centro, com um peso na ponta. A escala curvada, de 0º a 90º, permitia medir o ângulo entre o horizonte e o astro. Não se preserva qualquer quadrante do século XV, provavelmente devido ao material de que era feito.